# 辰巳新地

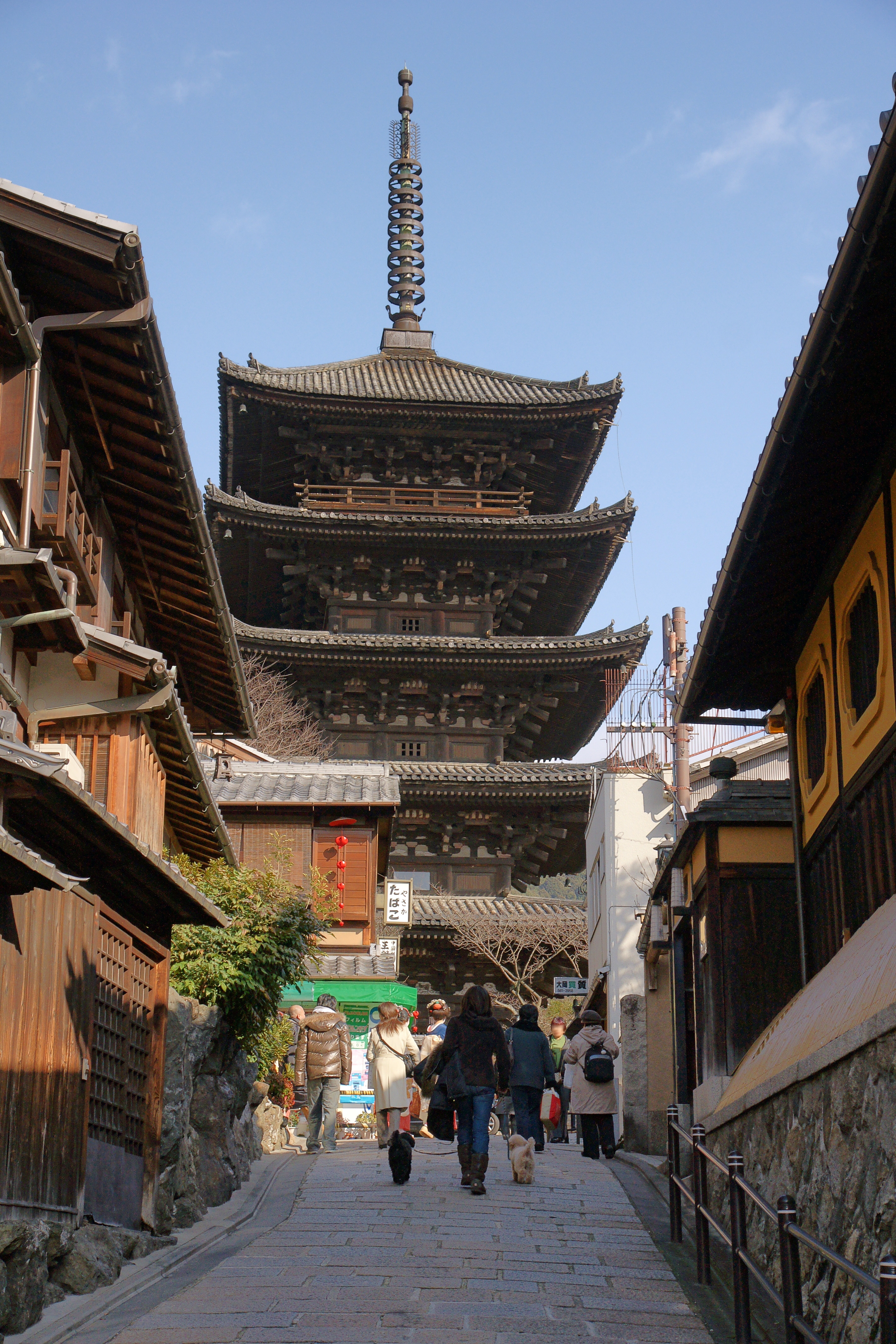
八坂の塔 法観寺周辺に花街は存在した。

辰巳新地（たつみしんち）は京都市東山区に存在した花街。

## 沿革
辰巳新地は1619年（元和5年）、応仁の乱で荒廃した法観寺周辺を京都所司代がそこに住む盗賊を一掃、五重塔を修復させた上、宅地開発をした。その際に置かれた水茶屋が花街の始まりだった。五重塔周辺は盆踊りが行われ、金園町、八坂上町、南町、桝屋町を中心に花街は発展した。明治初期、お茶屋、置屋合わせて20軒であったが1874年（明治7年）、自然消滅した。2019年現在、法観寺周辺は花街の面影はない。